# Daniel Rodrigues de Sousa
Daniel Rodrigues de Sousa (Funchal, 9 de agosto de 1867 — Lisboa, 30 de abril de 1958) foi um oficial general de Artilharia do Exército Português e político que, entre outras funções de relevo, foi Ministro da Guerra do 8.º governo da ditadura militar, o primeiro presidido por Oliveira Salazar, e presidente da Comissão Administrativa da Câmara Municipal de Lisboa, em cuja qualidade integrou a Câmara Corporativa do Estado Novo.

## Biografia
Em 1886 assentou praça, como voluntário, iniciando a frequência do curso preparatório de Artilharia da Escola Politécnica de Lisboa, a que se seguiu o curso da Arma de Artilharia da Escola do Exército (1899-1901). Terminado o curso, em 1891 foi promovido a segundo-tenente, em 1893 a primeiro-tenente, em 1899 a tenente, em 1906 a segundo-capitão, em 1908 a capitão, em 1910 a capitão-ajudante, em 1916 a major, em 1918 a tenente-coronel, em 1920 a brigadeiro e em 1931 promovido a general, por distinção. Em 1934 passou à situação de reserva e em 1937 passou à reforma, por limite de idade. Ao longo da sua carreira militar comandou muitas outras unidades da arma de Artilharia e exerceu os seguintes cargos: em 1912 integrou a comissão encarregada de elaborar o Regulamento Geral do Exército; nos anos de 1917 a 1920, no contexto da Grande Guerra, integrou o Corpo Expedicionário Português, em França, como membro do Corpo de Artilharia Pesada; em 1924 foi nomeado director da Escola Preparatória de Oficiais Milicianos de Artilharia de Guarnição; em 1926 ingressou no Estado-Maior de Artilharia a Pé; em 1926 foi nomeado comandante do Regimento de Artilharia n.º 8; nos anos de 1926 e 1927 foi membro da comissão encarregada da revisão e actualização do Regulamento para a Inspecção dos Corpos, Estabelecimentos e Repartições Militares; em 1929 foi nomeado comandante da Artilharia do Governo Militar de Lisboa; de 1929 a 1931 foi comandante da Frente Marítima da Defesa de Lisboa e de 1932 a 1934 foi Governador Militar de Lisboa.
Na vertente político-administrativa de 1932-1933 foi Ministro da Guerra do 8.º governo da ditadura militar, o primeiro presidido por Oliveira Salazar, em funções de 6 de julho de 1932 a 11 de abril de 1933. Em 1934-1938 foi presidente da Comissão Administrativa da Câmara Municipal de Lisboa, em cuja qualidade integrou a Câmara Corporativa, na sua I legislatura. Na Câmara Corporativa foi membro da 23.ª secção – Administração local, com intervenções centradas em investimentos de fomento da economia local, na revisão do Código Administrativo e em matérias relacionadas como o recrutamento militar e a reorganização do Exército.